# 링 0: 버스데이
링 0: 버스데이(リング0 バースデイ)는 1999년 개봉한 일본의 공포 영화이다.

## 출연

### 주연
- 나카마 유키에
- 다나베 세이치
- 아소 구미코
- 다나카 요시코

### 조연
- 반 다이스케
- 후루야 치나미
- 하시모토 마사미
- 카도카에 카즈에
- 마사코
- 미즈카미 류지
- 오쿠누키 카오루
- 시마다 고
- 와카마츠 타케시
- 타카하타 아츠코

## 기타
- 원작자: 스즈키 코지
- 프로듀서: 오가와 신지
- 프로듀서: 나가이 마사오
- 프로듀서: 이치세 타카시게
- 녹음: 세가와 테츠오
- 미술: 야마구치 오사무
- 특수효과: 마츠모토 하지메
- 특수효과: 스기키 노부아키
- 연출: 츠루타 노리오